# SSh-68鋼盔
SSh-68鋼盔（俄语：Стальной шлем образца 1968 года，簡稱：СШ-68）是蘇聯軍隊曾經裝備的制式戰鬥頭盔，它是由SSh-60鋼盔進一步發展而來。與SSh-60相比，SSh-68主要提升了盔殼的強度，盔頂的弧度更呈傾斜，而且外部邊緣較短。大部份SSh-68都使用深綠色塗裝，每個頭盔重約1,300克，它們能夠保護佩戴者的頭部免受一般衝擊（如開山刀的砍劈）所傷，也對以250米／秒的速度飛來的1克重碎片具備防禦效果。然而，由於SSh-68的定位並非防彈盔，故無法保證其能否阻擋子彈的衝擊。
除蘇聯自用以外，SSh-68還被大量出口，許多前華沙條約成員國及第三世界國家皆有採用。直至今天，SSh-68仍舊為部份前蘇聯繼承國、越南、北韓和阿富汗等國家的制式裝備。
而在俄羅斯，SSh-68已大量被6B7-1M和6B47等新型頭盔取代，但在2022年侵略烏克蘭期間因俄軍物資短缺而令SSh-68在內的老式頭盔再次被大量使用。

## 使用者
- 阿富汗[4]
- 安哥拉[4]
- 亞美尼亞
- [5]
- 白俄羅斯
- 古巴[4]
- 埃及[4]
- 摩尔多瓦
- 蒙古国[6]
- 朝鮮民主主義人民共和國

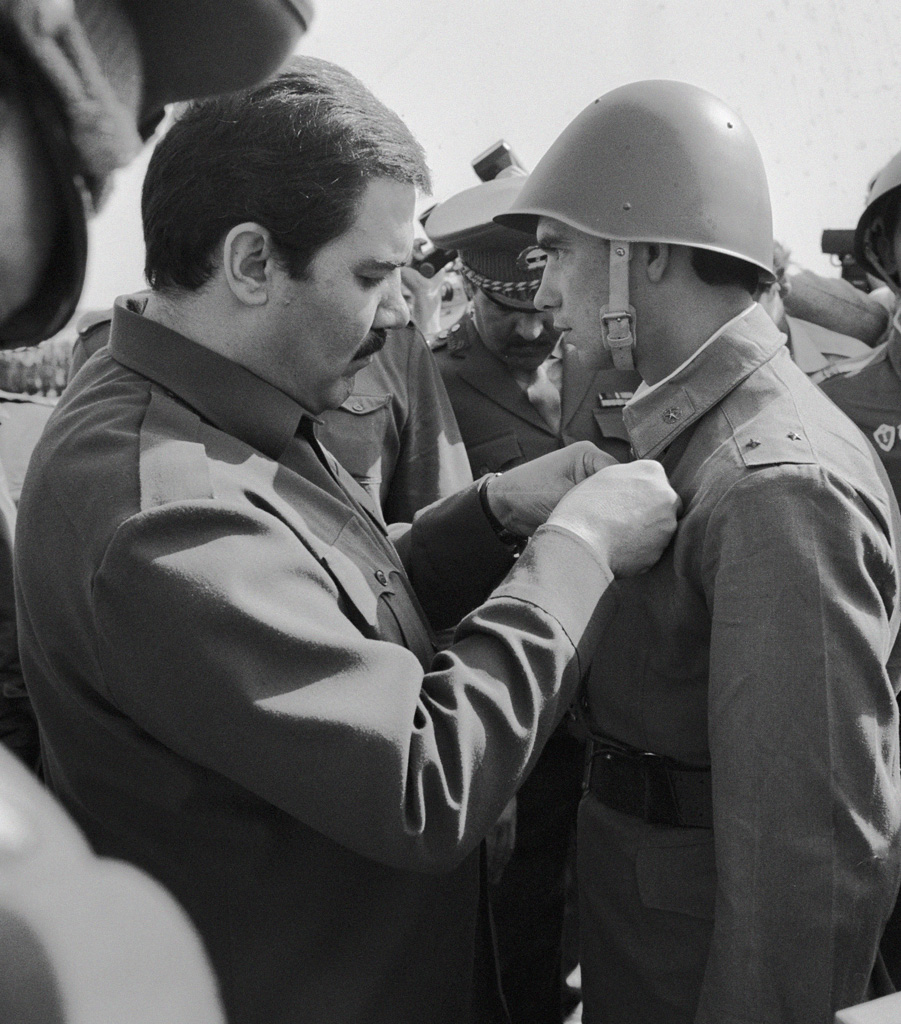
穆罕默德·納吉布拉與蘇軍士兵

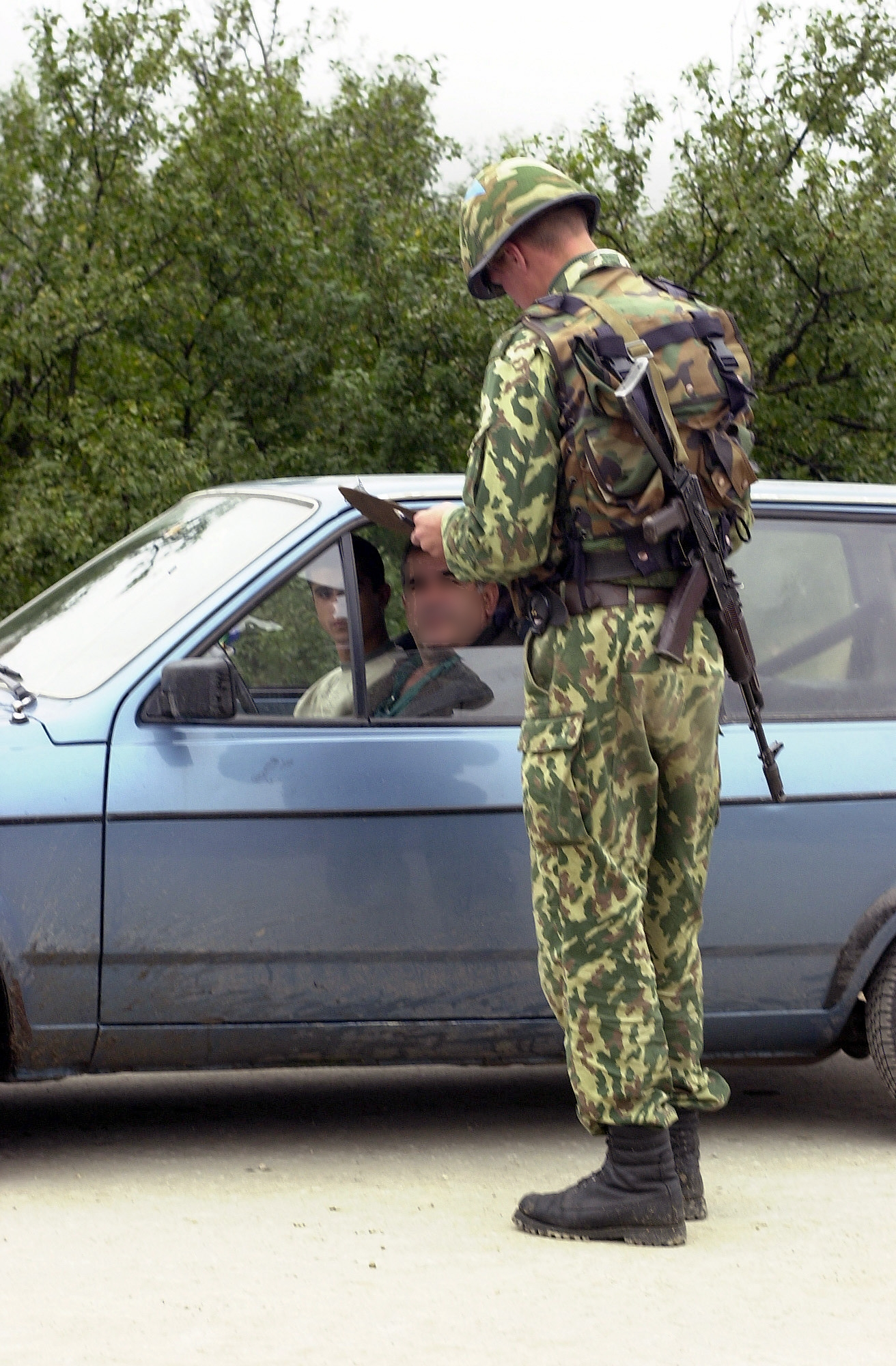
參與科索沃維和部隊的俄軍士兵

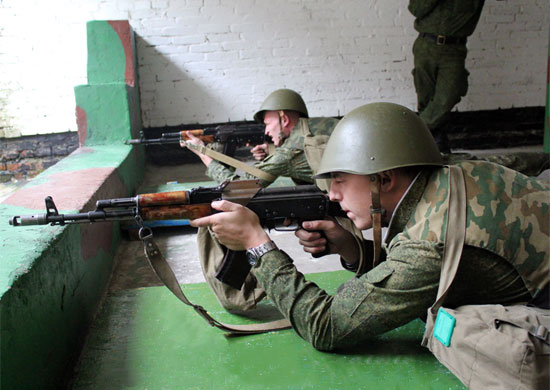
2012年的俄軍

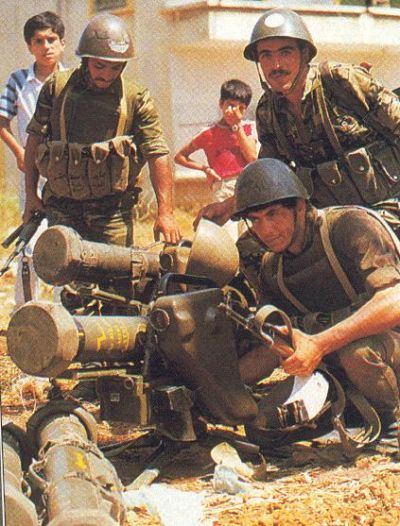
佩戴SSh-68的敘利亞士兵使用法國製米蘭反坦克飛彈

- 菲律賓：由俄羅斯捐贈，目前由菲律賓陸軍預備役部隊所使用。
- 俄羅斯[7]
- 叙利亚[4][8]
- 乌克兰[9]
- 越南[10][11]

### 前使用者
- 立陶宛[12]
- 尼加拉瓜[13]
- 苏联